# Област Унгава
Област Унгава (енгл. District of Ungava) је био регионални административни округ канадских северозападних територија од 1895. до 1920. године, иако је практично престао са радом 1912. године. Покривао је северни део данашњег Квебека, унутрашњост Лабрадора и приобална острва западно и северно од Квебека, који су сада део Нунавута.
Име „Унгава” је инуктитутског порекла, што значи "према отвореној води". Верује се да се односи на земље које су насељавали Унгава Инуити, који су живели на ушћу реке Арно која се улива у залив Унгава.

## Политичка историја
Када је створен 1895. године, округ Унгава је покривао цео савремени северни Квебек, унутрашњост данашњег Лабрадора и сва острва у заливу Џејмс, мореузу Хадсон, заливу Унгава и источну страну залива Хадсон.
Јужне континенталне границе Унгаве у почетку су се кретале све до језера Тимискаминг, знатно испод залива Џејмс на савременој граници Онтарија и Квебека. Спор око локације границе између Канаде и Лабрадора (зависност од Доминиона Њуфаундленда) значио да су и Канада и Њуфаундленд полагали право на крајњи источни део Унгаве, област приказану осенченом црвеном бојом на пратећој мапи. Овај гранични спор није био решен за време постојања округа Унгава.
У време свог стварања, Унгава је покривала преко милион квадратних километара (390.000 квадратних миља), иако је нешто мање од 15% њене површине такође припадало Њуфаундленду. Међутим, само три године касније, усвајањем Закона о проширењу граница у Квебеку, 1898. године, најјужнији део округа Унгава (искључујући приобална острва) је канадски парламент пренео у Квебек. Тим актом је приближно 250.000 km2 (97.000 sq mi) Унгаве пребачено у Квебек, од којих већина сада лежи у савременом региону Жамези. Након што је трансфер завршен, копнена област округа Унгава није досезала јужније од ушћа реке Истмејн, отприлике на пола пута низ залив Џејмс.
Са Законом о проширењу граница Квебека, 1912. године, сва преостала континентална земља Унгаве пребачена је у Квебек. Готово потпуно ненасељена приобална острва Унгава (њих преко 1.500) нису званично пребачена у округ Киватин на северозападним територијама све до 1920. године, када је округ Унгава (који није функционисао ни у каквом административном својству осам година) формално престала да постоји.

## Становништво
Попис становништва Канаде из 1901. забележио је 843 људи који живе у округу Унгава. Међутим, један пописивач тог времена примећује да је за трговачко место Унгава на реци Велики кит (Куџуарапик) било екстремних потешкоћа у прецизном пребројавању становништва ове области, због номадске природе њених становника, као и њихове екстремне изолованости. Званични попис становништва из 1901. године за реку Велики кит броји 216, али пописивач бележи: „Морам рећи да не представља једну трећину Ескима, али шаљем онолико (имена) колико сам могао да добијем .“ Сличан случај би се могао направити за податке из пописа из 1901. за Унгаву у целини, дајући округу ефективну популацију од више од 3.000.
Попис становништва Канаде из 1911. године забележио је само два насељена центра у Унгави: Ничекон, који је имао 62 становника, и Чарлтон, најјужније од приобалних острва у заливу Џејмс, које је имало 27 становника. Ниједан други део Унгаве није наведен. у евиденцији пописа из 1911. године, иако је разумно претпоставити да је укупан број становника из 1911. био сличан оном из 1901. године.
Округ Унгава је углавном био насељен староседеоцима Кри, Ину (који су Французи звали „Монтања“), Наскапи и Инуити. Најсеверније насељено подручје округа, острво Акпаток у заливу Унгава, било је озлоглашено по свом широко распрострањеном канибализму, који је окончан око 1900. године када су се становници преселили на копно.

## Пост-обласна историја
Године 1927, дугогодишњи спор око локације границе између Лабрадора и бившег округа Унгава (до тада део Квебека) изнет је на арбитражу британског правосудног комитета државног савета, који је пресудио у корист Њуфаундленда. То значи да је бивша континентална територија Унгаве сада подељена између Квебека и модерне провинције Њуфаундленд и Лабрадор, при чему део Квебека спада у административне регионе Норд-ду-Квебек и Коте-Норд. Приобална острва бившег округа Унгава остала су део северозападних територија све до стварања Нунавута 1999. године.
Назив „Унгава” је оживео као политички округ стварањем провинцијског изборног округа Унгава 1981. године. Овај политички округ у Квебеку има сличне (иако не баш идентичне) границе са оригиналним округом Унгава из 1895. године, не протеже се у Лабрадор , нити на приобална острва која су сада део Нунавута.